# Joseph Gan Junqiu
Joseph Gan Junqiu (chiń. 甘俊邱; ur. 4 kwietnia 1964 w Guangdong) – chiński duchowny katolicki, arcybiskup metropolita Kantonu od 2007.

## Życiorys
Święcenia kapłańskie otrzymał 19 maja 1991.
Wybrany arcybiskupem metropolitą Kantonu. Sakrę biskupią przyjął z mandatem papieskim 4 grudnia 2007.